# General Motors International
 Der er for få eller ingen kildehenvisninger i denne artikel, hvilket er et problem. Du kan hjælpe ved at angive troværdige kilder til de påstande, som fremføres i artiklen.

General Motors International A/S (GMI) var et dansk datterselskab af den amerikanske bilproducent General Motors Corporation. Det danske datterselskab etablerede i oktober 1923 den første GM-fabrik udenfor USA. Denne blev placeret i lejede lokaler i Københavns Sydhavn. GMI skulle forsyne Nordeuropa og Baltikum med biler fra General Motors, der blev samlet på den danske fabrik. Den første danske General Motors bil, en Chevrolet, forlod fabrikken i januar 1924. 
I denne periode søgte amerikanske General Motors at udvide deres virksomhed til Europa og i 1925 opkøbte GM britiske Vauxhall Motors og senere i 1929 80% af Opel i Tyskland (og resten i 1931).
I 1929 besluttede man at opføre en ny stor GM-samlefabrik fabrik på hjørnet af Aldersrogade og Haraldsgade på Nørrebro. Grundstenen blev lagt af direktøren for GM's Chevrolet division, danskfødte William S. Knudsen (der i 1937 blev GM-præsident i USA). Den nye fabrik samlede alle GMIs aktiviteter under ét, herunder etableredes også en GM serviceskole, for forhandlere og deres medarbejdere. Det nye kompleks blev taget i brug den 21. juni 1930.
Fra 1933 udgav GMI det månedlige tidsskrift General Motors Service, der beskrev tekniske tiltag og modifikationer på GM's biler. GMIs succes i Danmark førte i 1939 til en fordobling af fabriksarealet i Aldersrogade, så der nu var 65.000m² under tag.
Under Danmarks besættelse (1940-45) blev GM's faciliteter i Aldersrogade anvendt til fremstilling af gasgeneratorer og såkaldte Longframes, der blev monteret på personbiler, så de kunne køre på brændsel i stedet for sædvanligt brændstof. General Motors var imidlertid også af den tyske besættelsesmagt blev et pålagt at udleje en hal til virksomheden Nordværk, der reparerede reparerede flymotorer for tyske BMW. Den danske modstandsgruppe BOPA gennemførte den 29. september 1944 en sabotageaktion mod General Motors anlæg, og fabrikkens varmecentral blev kraftigt beskadiget ved aktionen. Efter afslutningen af krigen blev fabrikken i en periode anvendt som beboelse for tyske flygtninge.
General Motors International A/S i København kunne i oktober 1948 fejre sit 25 års jubilæum. Hos GMI var de første efterkrigsvogne, der produceres, Vauxhall, Bedford og Opel, men i begrænset antal, da man i Danmark skulle have tilladelse fra staten for at købe en bil. Således producerede man primært til eksport. Man var også påbegyndt produktion af malkemaskiner og Frigidaire køleskabe.
I storhedstiden op gennem slutningen af 50'erne og 60'erne, samlede og solgte GMI modeller fra GM under mærkerne Opel, Vauxhall, Chevrolet, Pontiac, Oldsmobile, Buick, Cadillac, Bedford, Blitz og GMC.
Som følge af den danske regerings afgiftspolitik lukkede GMI i 1974, med mere end 550.000 dansk samlede biler bag sig.